# تلمبه آیت‌الله مشکینی
تلمبه آیت‌الله مشکینی یک منطقهٔ مسکونی در ایران است که در دهستان دشتاب واقع شده‌است. تلمبه آیت‌الله مشکینی ۲۳ نفر جمعیت دارد.